# Юбицумэ
Юбицумэ (яп. 指詰め), от выражения «укорачивать палец» (яп. 指を詰める юби о цумэру) — добровольное отрезание себе фаланги пальца в знак преданности. Мотивом может служить чувство вины, протеста, желание принести извинение. В основном практикуется членами преступных сообществ (в частности, якудза), при нарушениях средней серьёзности, за которые не предусмотрена смертная казнь или изгнание. При первом проступке ампутируется фаланга мизинца, при повторении отрезают вторую, а затем третью либо переходят на другие пальцы. Если юбицумэ совершено в качестве извинения перед руководителем, то отсечённая часть пальца оборачивается в ткань и преподносится ему.

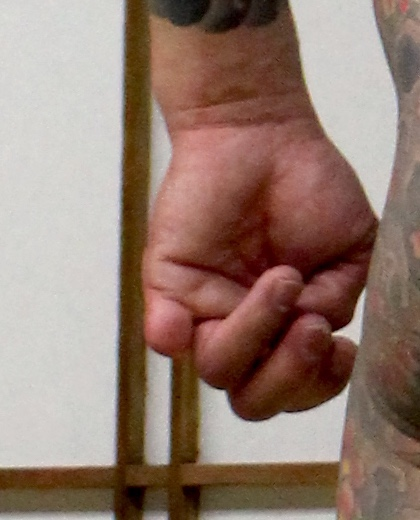
Мужчина с юбицумэ

Обряд юбицумэ появился в среде бакуто — игроков в азартные игры — и был способом выплаты долга. После отрубания фаланги хватка мечника ослабевала, он становился более зависим от своих соратников.
Совершение юбицумэ не наказуемо, но склонение к нему, а также любое содействие (в том числе предоставление инструментария) — преступно. Тем не менее в 1993 году инспекции, проведённые японским правительством, показали, что 44,8 % членов якудза совершали юбицумэ; из них 15 % совершали этот ритуал по крайней мере дважды. Несколько случаев ареста членов преступных организаций произошли по подозрению в принуждении к юбицумэ.
Юбицумэ совершали не только преступники, но и люди из других низших слоёв общества. Гейша из Симбаси по имени Тэруха в 1915 году отрезала себе фалангу пальца в знак преданности по отношению к своему любовнику. После этого случая за ней закрепилось прозвище «девятипалая гейша» (яп. 9本指の芸者).